# 澳門福建文化節
澳門福建文化節（英文：Macau FuJian Cultural Festival) 是澳門每年一屆的文化活動，也是數十萬本澳居民與各地遊客們共襄盛舉的文化慶典。 澳門市民聯合會於2013年舉辦首屆「澳門福建文化節」，主要目的為透過不同活動向公眾宣傳福建傳統文化和突出澳門多元文化的特色，并致力推動兩岸四地文化交流、打造澳門特色的城市文化品牌、塑造澳門成為融合多元文化的大舞臺。

## 簡介
福建文化是中華文化的重要組成部分，源遠流長，底蘊深厚，為了更好地弘揚傳統福建文化、發揮澳門多元文化特色，澳門市民聯合會於每年定期舉行一場福建文化盛宴──「澳門福建文化節」，並於每屆以不同的主題呈現。澳門市民聯合會會長施利亞冀望藉此活動讓民眾領略福建文化之獨特魅力，鼓勵民眾探索、瞭解福建文化與節慶之美，讓更多澳門居民與訪澳旅客更立體感受福建文化的底蘊，促進閩澳文化交流互動及共同繁榮。

## 活動目的
澳門福建文化節以福建文化為紐帶，聯結兩岸四地同胞的感情，進一步促進兩岸四地之間的文化交流合作、共融創造更多機會；為促進貿易合作，加強區域文化資源的開發利用提供更大的舞台；為豐富社會公眾的文化內涵、享受文化的魅力，提供更多樣化的選擇。澳門福建文化節為澳門帶來積極的經濟、文化和社會效應，內涵豐富，影響深遠。

## 歷屆活動內容

### 第一屆
首屆澳門福建文化節以「傳統戲劇」為主題，邀請了高甲戲、布袋木偶戲、提線木偶戲、薌劇等多種具獨特文化特色的地方劇種，活動內容還包括最具福建代表性的民間曲藝及舞蹈之南平南詞、莆田高蹺、拍胸舞等，節目精彩豐富；另外，在活動中，還包括福建文化風情大巡遊、澳門本地福建社團歌舞表演節目、福建特色小吃和土特產介紹與展示、各類傳統福建文化藝術圖片及作品資料展示以及福建特色美食、手工藝免費派發等活動。

### 第二屆
第二屆澳門福建文化節以「兩岸四地客家情」為主題，內容豐富，極富濃郁的客家風情特色，包括揚名海內外、走進國家大劇院並首度蒞臨澳門演出的大型原生態客家風情歌舞劇《土樓神韻》、以及木偶書法、木偶拉琴、一人樂隊等獨具特色的民間絶藝，更有來自寶島台灣的新竹藝術團帶來的最具客家代表性的民間舞蹈、客家山歌，以及應廣大群衆要求的晋江高甲戲等等；同時，還有觀眾可參與制作的客家特色手工藝展演、各類傳統客家文化藝術、民俗風情圖片展覽等節目；活動期間更配合以福建文化風情大巡遊、「兩岸四地客家文化發展之沿革」論壇以及福建、客家特色美食免費派等活動。

## 舉辦時間及地點
| 年份   | 日期               | 地點     | 主題           |
| ------ | ------------------ | -------- | -------------- |
| 2013年 | 12月23日－12月25日 | 祐漢公園 | 傳統戲劇       |
| 2014年 | 9月12日－9月14日   | 祐漢公園 | 兩岸四地客家情 |

## 備註
1. ↑  你好台灣網，《“澳門福建文化節”揭幕 澳門街頭瀰漫八閩風情》，http://www.hellotw.com/gaqb/201312/t20131224_901635.htm （页面存档备份，存于），2013年12月24日，2015年8月19日查閱。
2. ↑  澳門日報電子版，《文綺華讚福建文化節》，http://www.macaodaily.com/html/2014-08/10/content_925912.htm[永久]，2014年8月10日，2015年8月19日查閱。